# Чверть долара США (серія Округ Колумбія та Території США)

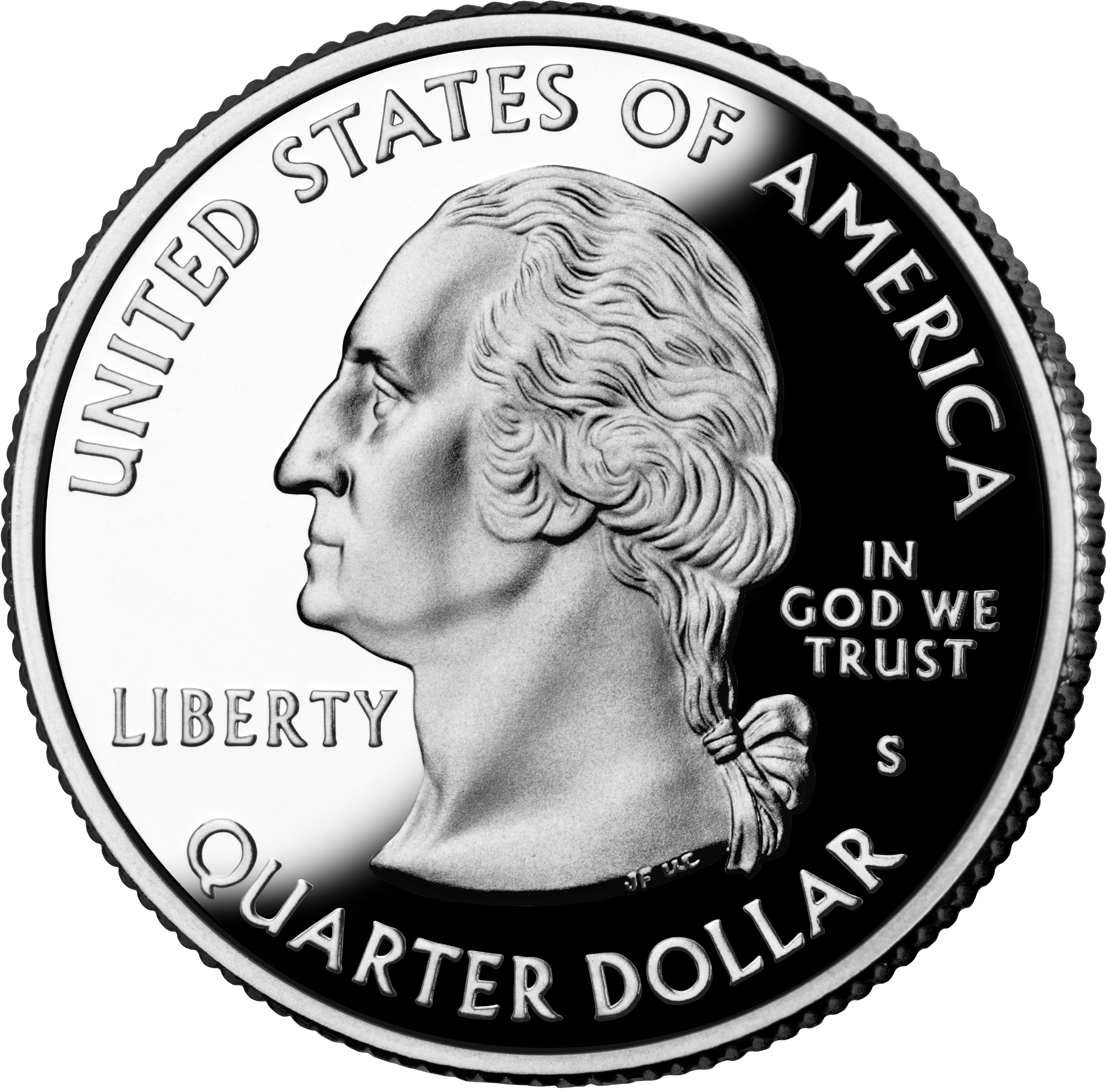
Аверс четвертаків

Округ Колумбія та Території США — монетна програма Монетного двору США з карбування четвертаків започаткована 2009 року на честь Округу Колумбія та острівних територій США Пуерто-Рико, Гуам, Американські Віргінські острови, Американське Самоа та Північні Маріанські Острови. Ця серія завершила попередню : 50 штатів. На аверсі використано те саме зображення Джорджа Вашингтона, яке і на четвертаках попередніх десяти років. На реверсі четвертаків знаходиться зображення обрані монетним двором для відображення кожної території та федерального округу . На відміну від серії монет 50 штатів, девіз «E pluribus unum» та рік випуску монети знаходились у одному рядку.

## Оформлення
| Територія або Округ             | Дата випуску      | Тираж      | Тираж       | Тираж       | Вигляд                   | Зображені елементи                                                                                                 | Гравер        |
| Територія або Округ             | Дата випуску      | Денвер     | Філадельфія | Разом       | Вигляд                   | Зображені елементи                                                                                                 | Гравер        |
| ------------------------------- | ----------------- | ---------- | ----------- | ----------- | ------------------------ | --- | ------------- |
| Округ Колумбія                  | 26 січня 2009     | 88 800 000 | 83 600 000  | 172 400 000 | District of Columbia     | Дюк Еллінгтон, що сидить за роялем та напис «Справедливість для всіх»                                              | Дон Еверхарт  |
| Пуерто-Рико                     | 30 березня 2009   | 86 000 000 | 53 200 000  | 139 200 000 | Puerto Rico              | Історична будівля Кастільйо Сан-Феліпе дель Морро та квітка мага. Напис: «Isla del Encanto»                        | Джозеф Менна  |
| Гуам                            | 26 травня 2009    | 42 600 000 | 45 000 000  | 87 600 000  | Guam                     | Обриси острова, літаючі проа та камінь Латте. Напис: «Guahan I Tano ManChamorro»                                   | Джим Лікарец  |
| Американське Самоа              | 27 липня 2009     | 39 600 000 | 42 600 000  | 82 200 000  | American Samoa           | Церемоніальна чаша Самоа, кокосова пальма на фоні. Напис «Samoa Muamua le Atua»                                    | Чарльз Вікерс |
| Американські Віргінські острови | 28 вересня 2009   | 41 000 000 | 41 000 000  | 82 000 000  | U.S. Virgin Islands      | Обриси трьох основних островів, банановий співун, жовтий кедр та пальмове дерево Напис: «United in Pride and Hope» | Джозеф Менна  |
| Північні Маріанські острови     | 30 листопада 2009 | 37 600 000 | 35 200 000  | 72 800 000  | Northern Mariana Islands | Поруч з берегом стоїть великий вапняковий камінь Латте, каное корінних мешканців, дві білих крячки.                | Феб Хемфілл   |

## Додаткові примітки по індивідуальним проектам

### Округ Колумбія
Округ Колумбія представив три різні проекти оформлення на монетний двір для свого четвертака: один з прапором Округу, один з зображенням Бенджаміна Баннекера та один з зображення Дюка Еллінгтона . Округ припустив, що кожен з проектів не включає в себе слова «Оподаткування без представництва» або «Ні оподаткування без представництва», обидва з яких відносять до прагнення округу отримати повне представництво у Конгресі. Монетний двір відхилив обидва варіанти написів через заборону на карбування спірних написів на монетах. Монетний двір відповів, що, в той час як він не займає ніякої позиції по праву голосу округу, він розглядає повідомлення спірним, тому що немає в даний час «немає національного консенсусу» з цього питання. У відповідь на це Округ Колумбія переглянув свої проекти четвертаків, замінивши напис на «Справедливість для всіх», який є девізом округу. Округ також змінив проект з прапором округу до проекту із зображенням Фредеріка Дугласа. Після голосування Округу, мер рекомендував Монетному двору обрати проект із зображенням Дюка Еллінгтона, висловивши розчарування округу тим, що Монетний двір заборонив фразу «Оподаткування без представництва» .
Це була перша не ювілейна американська монета з зображенням афроамериканця. Букер Т. Вашингтон і Джордж Вашингтон Карвер були представлені на пам'ятних 50 центах, що карбувались у 1950-і роки.

### Пуерто-Рико
Сенат Пуерто-Рико схвалив резолюцію, в червні 2008 року в співавторстві з головою Сенату Кеннетом МакКлінтоком та лідером меншості в Сенаті Хосе Луїсом Далмау, закликаючи Монетний двір Сполучених Штатів, вибрати зображення з обсерваторією Аресібо для пам'ятного четвертака Пуерто-Рико. 15 грудня 2008 року, представник США від Нью-Йорка Хосе Серрано випустив проект-переможець, другий варіант, розроблений Монетним двором Сполучених Штатів. Цей дизайн зображує бартизану (сторожова турель) та вид на океан зі Старого Сан-Хуана, квітку Мага та девіз «Isla del Encanto», що означає «Острів чарівності» Четвертак Пуерто-Рико був першою монетою США з написом іспанською мовою.

### Гуам
На четвертаку Гуаму зображено форму острова Гуам, проа та камінь Латте. Напис «Guahan I Tano ManChamorro» означає «Гуам, земля Чаморро» мовою Чаморро .

### Американське Самоа
Четвертак Американського Самоа зображуе церемоніальну чашу та традиційні символи влади, також вигляд узбережжя та кокосову пальму. Викарбуваний девіз Американського Самоа, «Samoa Muamua Le Atua», означає «Самоа, перший у Бога» на мові Самоа.

### Американські Віргінські острови
На четвертаках Американських Віргінських островів зображені острови Санта-Крус, Сент-Томас та Сент-Джон, пальмове дерево, пташка бананового співуна та жовта квітка кипарису, поряд девіз «Об'єднані гордістю та надією».

### Північні Маріанські острови
Четвертак Північних Маріанських островів зображує берег моря, камінь лате, двох чарівних крячок, Каролінців на каное та вінок. .